# Tolistóbogos

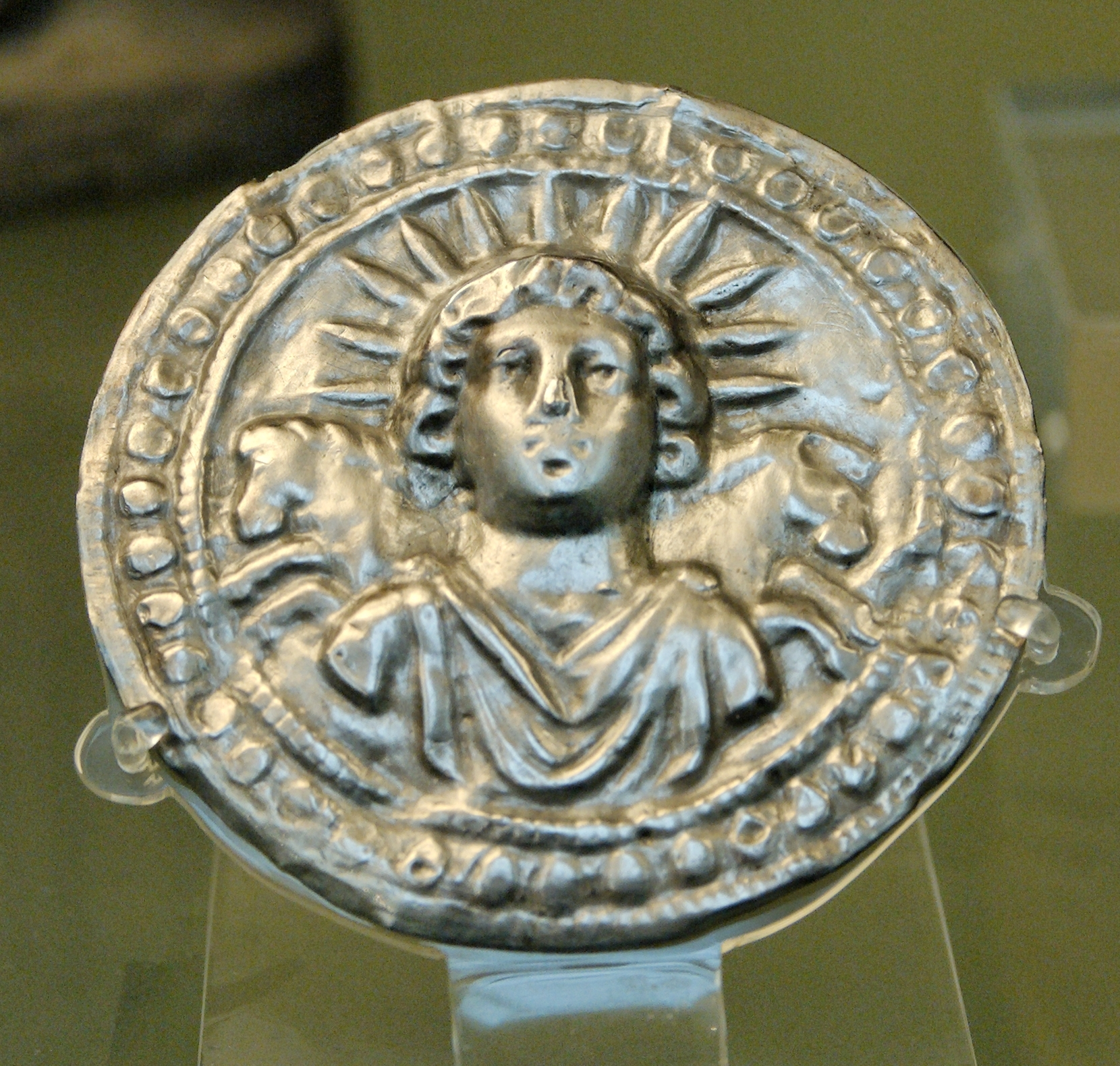
Disco do Sol Invicto, datado do século III, de Pessino, capital dos tolistóbogos.

Tolistóbogos ou tolistóbagos (em algumas fortes citados como Tolistobogii, Tolistobogioi, Tolistobōgioi, Tolistoboioi, Tolistobioi, Toligistobogioi ou Tolistoagioi) é o nome usado pelo historiador romano Lívio para se referir a uma das três tribos celtas antigas que habitavam a Galácia, na Ásia Menor, juntamente com os trocmos e os tectósagos. A tribo teria entrado na Anatólia em 279 a.C., como parte de um contingente de invasores celtas vindos da região do Danúbio, e se estabeleceram nas regiões da Frígia que posteriormente se tornariam parte da província romana da Galácia. Os gálatas mantiveram sua língua celta até o século IV d.C., quando São Jerônimo menciona que ainda na sua época falavam um idioma céltico.

## Etimologia e identidade
O significado do nome da tribo depende de como ele é segmentado, isto é, se ele seria composto por Tolis-tobogii ou Tolisto-bogii. Se a última opção receber credibilidade, um segmento, -bogio-, pode ser abstraído. O significado de Tolisto é obscuro, não sendo nem mesmo necessariamente celta. Tolistobogii pode ser por vezes traduzido como Tolistoboii, presumindo uma hipótese de que -bogioi se referia aos Boios, e que a tribo seria uma ramificação desta; não existe, no entanto, prova concreta de que isto seja mais que uma hipótese.[carece de fontes?]
A alternância entre -bogio- e -boio- também é comum aos nomes dos antigos bávaros germânicos, em que o -o- se transformou no -a- germânico: -bagio- e -baio-. Além das formas sem a forma gutural, Baiovarii, Beovarii, Bajuvarii, e assim por diante, existe outra série guturalizada: Bagibareia, Bagoari, Bauguarii, Baucueri, Bauocarii, Bacuarenses, e assim por diante, abrangendo uma área um tanto mais ampla em torno do Danúbio do que a Baviera dos dias de hoje.

## História e localização
A região habitada pelos tolistóbogos durante os séculos em que viveram na Galácia corresponde à atual província de Esquixequir, a oeste da capital da atual Turquia, Ancara.
A tribo aparece pela primeira vez como parte das tropas do exército de Breno que saqueou Delfos, na Grécia, em 279 a.C. Na Dardânia, cerca de 20.000 homens sob o comando de Leonório e Lutário, pertencentes às três tribos (tolistóbogos, trocmos e tectósagos) teriam se separado de Breno e avançado pelo interior da Trácia, onde teriam coletado tributos dos habitantes da região, incluindo da cidade de Bizâncio. Na sequência, cruzaram o Helesponto para combater, como mercenários, como parte das tropas de Nicomedes I da Bitínia, para logo depois saquearem o resto da Anatólia. Os tolistóbogos receberam então para si os territórios da Eólia e Jônia, que dividiram com os trocmos e os tectósagos volcas. Eles serviram depois a Zeilas, filho de Nicomedes, expulso do reino pelos esquemas de sua madrasta, e que reivindicou o trono com uma força destes gauleses.